# Tilos
Tílos (grčki: Τήλος, stariji naziv: Telos) je mali grčki otok i općina iz otočne skupine Dodekanez u 
istočnom Egeju. Leži između otoka Kos i Rodos. Otok ima svega 533 stalnih stanovnika (popis iz 2001.). U Općinu Tilos spadaju i mali obližnji nenaseljeni otoci Antitilos i Gaidaros, s njima Tilos ima ukupnu površinu od 64,525 km².
Po predanju, Telos sin boga sunca Helija i Leukoteje (Halije), došao je na otok u potrazi za ljekovitim travama da ozdravi bolesnu majku, a kasnije se vratio na otok da osnuje hramove bogu Apolonu i Posejdonu. Zbog tog se otok nazvao Telos(Tilos). Problem je u tome što Telos (Telo ili Tilo) ne postoji kao lik grčke mitologije, zato se pretpostavlja da je to lik iz pred helenskog doba, nepoznata porijekla. Plinije Stariji kaže da je u vrijeme antike otok Telos bio znan kao Agatusa (Αγαθούσσα). U srednjem vijeku otok je bio poznat po svom talijanskom imenu Piscopi ili Episcopi (ili Pisconia). Za osmanske vladavine zvao se İlyaki.

## Zemljopisne osobine
Tilos ima oblik naopakog slova S, dug je oko 14,5 km, u pravcu sjeverozapad prema jugoistoku. Na najširem dijelu ima 8 km, te ukupnu površinu oko 61 km ². Otok je brdovit, sa stjenovitom unutrašnjošću, vidljivim nanosima vulkanske aktivnosti, plovučcima, crvenim pijeskom. Po mnogočemu je geološki nalik susjednom vulkanskom otoku Nizironu. Otok je bogat izvorima pitke vode, a tlo je vrlo plodno. Obale otoka su uglavnom stjenovite ili šljunčane, ali postoje i brojne pješčane plaže.

## Povijest

### Neolit i brončano doba
Keramika i kameno oruđe otkriveno na nalazištu u spilji Karkadio, ukazuju na ljudsku prisutnost na otoku već od ranog neolita (8000. – 7000. prije Krista), na nalazištu je pronađen i velik broj kostiju patuljastih slonova (1.20-1.60 m. visokih), za koje je analizom ustanovljeno da su stare od 4000 do 7.000. godine (danas ih je moguće vidjeti u lokalnom muzeju). Te kosti su neobične zato što ukazuju da su nekoć ljudi i te životinje možda živjeli zajedno.
Za brončanog doba Tilosom su vladali Minojci, Mikenjani i Dorani.

### Otok za atike
Otok je doživio svoj procvat tijekom grčkog klasičnog doba, tad je kovao vlastiti novac i bio poznat po cijelom Egeju po svojoj odjeći i mirisima. 
U 7. stoljeću prije Krista, kolonisti s otoka Tilos i Lindos (susjedni otok na Dodekanezu) naselili su se na Siciliji i osnovali grad Gelas. 
U 5. stoljeću prije Krista, Tilos je bio član Delskog saveza i uspio je očuvati svoju neovisnost sve do kraja Peloponeskih ratova. 
Na prijelazu iz 4. st. prije Krista, pa narednih 200 godina, Tilos je isprva bio pod vlašću Seleukidske dinastije, zatim Karinjana, pa Ptolomejskog Egipta. Zatim je podpao pod utjecaj Rodosa, te je 200. god. pr. Kr. ušao u Rodoski savez.
Otok su osvojili Rimljani 42.god. pr. Kr. arheološki nalazi iz rimskih i ranokršćanskih vremena ukazuju na prosperitet otoka, koji je potrajao sve do velikog potresa 551. godine. 

### Otok za srednjeg vijeka
Za Bizanta, Tilos je slijedio politiku većeg i čelnog otoka Roda te je nakon smrti cara Teodozija I. i on postao član pomorske teme Samos između 9. i 14. stoljeća.
Malteški vitezovi preuzeli su vlast na Tilosu 1309. i vrlo brzo obnovili bizantske utvrde te izgradili nove kako bi se obranili od gusarskih napada. S otoka su se povukli 1470. godine kad je otpočela osmanska Opsada Rodosa, tako da je Tilos pao u ruke Sulejmana I. Veličanstvenog 1522. godine, iste godine kad je pao i Rodos.
Od 1523. godine Tilos je pod vlašću Osmanskog carstva, ipak ima neku vrst samostalnosti u vidu povlaštenog poreznog i upravnog sustava poznatog kao Mukata. Ali zato pati od kršćanskih gusara, koji ga često robe, pod izlikom osvete Turcima.

### Otok danas
Osmanska vladavina je trajala sve do 1912. godine kada je otok kao i cijeli Dodekanez prepušten Italiji na upravu. Tilos su 1943. godine okupirale snage Trećeg Reicha. Od 1948. godine Tilos je u sastavu Kraljevine Grčke, kao i svi otoci Dodekaneza. 
Od 1948. godine stanovništvo otoka stalno i naglo opada, brojni otočani iselili su se u Sjedinjene Američke Države i Australiju.

## Otočke znamenitosti
Na sjevero-zapadnom kraju otoka, na padinama najviše otočke planine Profítis Ilias (654 m), nalazi se manastir Agios Pantelejmon, (svetac zaštitnik otoka). Na sjeveru otoka leži naselje Agios Andonis, a na jugu Eristos. Na sjeveroistočnom dijelu otoka u ravnici nalazi se glavno otočko naselje - Megalo Chorio, sagrađeno početkom 19. stoljeća podno drevnog grada Telosa. Antičkih ostataka ima oko akropole, koja je bila posvećena Pitijskom Apolonu i Ateni Paladi, a mletački kaštel izgrađen je povrh akropole. Na zapadu otoka nalazi se pećina Karkadio, u kojoj su za iskapanja vršenih 1971. godine pronađeni neolitski artefakti i kosti patuljastih slonova.
Iznad pećine stoje ostaci srednjovjekovne utvrde Mesaria. Na južnom kraju otoka, obrubljeno plodnim livadama, nalazi se naselje Livadia, glavna luka i ekonomsko središte otoka. Na brijegu iznad zaljeva nalazi se nekadašnje glavno naselja otoka - Mikro Chorio, koje su osnovali u 15. stoljeću Malteški vitezi. Posljednji stanovnici napustili su ga 1960-ih preselivši se uz more do luke (selidba je otpočela još 1930-ih). Ostala otočka naselja; Letra, Gera i Pano Meri, danas su također napuštena. 

### Otočke utvrde
Danas je moguće vidjeti sljedeće Kastros (kaštele) koji su štitili otočane od gusarskih prepada za srednjeg vijeka.
- Megalo Chorio
- Mesaria
- Mikro Chorio
- Agrosikia
- Stavrou Lambrou

## Pogledajte i ovo
- Dodekanez

## Vanjske poveznice
- Službene stranice  Arhivirana inačica izvorne stranice od 10. travnja 2021. (Wayback Machine) (engl.) (grč.)